# جبالا
جبالا قرية سورية تتبع ناحية كفرنبل في منطقة معرة النعمان في محافظة إدلب. بلغ عدد سكانها 1875 نسمة في عام 2004 حسب إحصاء المكتب المركزي للإحصاء.